# Phonognatha guanga
Phonognatha guanga är en spindelart som beskrevs av Alberto Barrion och James A. Litsinger 1995. Phonognatha guanga ingår i släktet Phonognatha och familjen käkspindlar.
Artens utbredningsområde är Filippinerna. Inga underarter finns listade i Catalogue of Life.